# Radiació difusa
La radiació difusa és la part de la radiació solar global que és dispersada o reflectida pels components de l'atmosfera terrestre.
Quan la radiació solar travessa l'atmosfera una part de l'energia radiant queda atenuada per dispersió i una altra part per absorció. Les dues modifiquen la distribució espectral de la radiació incident respecte la emesa. Una part d'aquesta radiació difusa torna a l'espai i una part arriba a terra. La radiació que arriba a terra directament en la direcció del vector Terra-sol s'anomena radiació directa.
La radiació reflectida és, com el seu nom indica, la reflectida per la superfície terrestre. La quantitat de radiació depèn del coeficient de reflexió de la superfície, també anomenat albedo. La dispersió pot suposar un 10% d'atenuació de l'energia de la radiació global en dies assolellats, però en els dies ennuvolats, en els quals la radiació directa és molt baixa, la radiació difusa pot arribar a ser la totalitat de la incident.